# Pedra do Fio
Pedra do Fio é uma formação rochosa localizada dentro dos limites do distrito de Estrela do Norte, no município de Castelo.  A formação rochosa também delimita os municípios de Castelo e Cachoeiro de Itapemirim.
Com 1.034 metros de altitude, atrai praticantes de montanhismo e wingsuit